# Idiomacromerus luteus
Idiomacromerus luteus is een vliesvleugelig insect uit de familie Torymidae. De wetenschappelijke naam is voor het eerst geldig gepubliceerd in 2007 door Nieves-Aldrey & Askew.